# Ricardo César Dantas da Silva
Ricardo César Dantas da Silva (Natal, 13 agosto 1992) è un calciatore brasiliano, difensore dell'América-MG.

## Caratteristiche tecniche
È un difensore centrale.

## Carriera
Ha esordito in Série A il 7 dicembre 2014 con la maglia dell'Athl. Paranaense in occasione del match pareggiato 1-1 contro il Palmeiras.